# Șerban Foarță
Șerban (Nicolae) Foarță (n. 8 iulie 1942, Turnu Severin, Mehedinți, România) este un poet român contemporan. 

## Biografie
Părinții săi sunt Nicolae Foarță, medic, și Yvonne Foarță, născută Burger, profesoară de muzică. Căsătorit, fără copii; prima soție, Maria Galetariu, decedată; recăsătorit cu Ildikó Gábos, traducătoare.

## Studii
Studii (primare, gimnaziale și liceale) la Turnu Severin, Liceul Traian, între 1949-1960. Studii universitare la Facultatea de Filologie a Universității Timișoara, între 1960-1965, secția română-germană. Doctoratul la Universitatea Timișoara, 1978, cu o teză asupra poeziei lui Ion Barbu. 

## Alte activități profesionale
De profesie critic literar, scriitor, liber profesionist (cu excepția câtorva luni: martie-noiembrie 1969, când este referent literar la T.N.T și, respectiv, corector la revista Orizont) până în 1990. Director al Teatrului Național din Timișoara (1990-1991); profesor, din 1992, la Universitatea de Vest din Timișoara, Facultatea de Litere, secția Jurnalism (de la 1 septembrie 2005, pensionar). 

## Afilieri și burse
Membru al Uniunii Scriitorilor din România (din 1970); membru ASPRO (din 2000). Beneficiar (între 15 octombrie 1991-15 ianuarie 1992) al unei burse de studii la Paris, oferită de Ministerul francez al Culturii. 

## Volume și antologii de poezie
- Texte pentru Phoenix , Editura Litera, București, 1976 (în colaborare cu Andrei Ujică; ediția a doua, revăzută și adăugită, Editura Nemira, București, 1994); Editura Integral, 2016
- Simpleroze, Editura Facla, Timișoara, 1978; ed. a II-a, rev. și ad., def., Tim., Ed. Brumar, 1999
- Șalul, eșarpele Isadorei/Șalul e șarpele Isadorei, Editura Litera, București, 1978 (ediția a doua, revăzută și adăugită, Editura Brumar, Timișoara, 1999)
- Copyright, Editura Litera, București, 1979
- Areal, 7 poeme, Editura Cartea Românească, București, 1983
- Holorime, Editura Litera, București, 1986
- Caragialeta, Editura Brumar, Timișoara, 1998 (ediția a II-a, revăzută și adăugită, 2002)
- Un castel în Spania pentru Annia, Editura Brumar, Timișoara, 1999 (ediția a II-a, revăzută și mult adăugită, 2006)
- Erau ziare, evenimente, Editura Brumar, Timișoara, 2000
- Opera somnia, Editura Polirom, Iași, 2000 (antologie cu studiu introductiv de Mircea Mihăieș)
- Spectacol cu Dimov, Editura Vinea, București, 2002
- Caragialeta bis, Editura Brumar, Timișoara, 2002
- Poezie (Carte la borcan), Editura Humanitas, București, 2003
- Fractalia, Editura Brumar, Timișoara, 2004
- Ethernul Pheminin, Editura Cartier, Chișinău, 2004
- Rebis, Editura Humanitas, București, 2005
- Rimelări, Editura Cartea Românească, București, 2005[2]
- Jeu de paume, Editura LiterNet, 2006 (plachetă electronică în colaborare cu Alex. Leo Șerban)
- Cliquet, Editura LiterNet, 2006 (plachetă electronică)
- Istoriile unui matroz întors de pe Planeta Roz, Ed. Brumar, Timișoara, 2007
- Mr. Clippit & comp., Colecția LUDEX, Editura Curtea Veche, 2007
- Cucul din ceas si Pasarea albastra. Thriller ceasornitologic si cu triluri, in doua acte a cate XI scene fiecare, Editura Curtea Veche, 2007
- O brumă de paiete și confetti, 2007 (colaborare cu Emil Brumaru)
- Isprăvile lui Degețel și ale altora ca el, un poem de Șerban Foarță; cu o narațiune foto-virtuală de Romelo Pervolovici; postfață lămuritoare de Ion Bogdan Lefter; Editura Paralela 45, Pitești, 2007
- Mărtzi$oare necomertzi$oare, Editura LiterNet, 2008 (plachetă electronică)
- Micul Print, Editura ART, București, 2008
- Capodopere incomplete, Editura Știința, 2008
- Îndreptar practic de chiciologie, Editura Vinea, București, 2008
- Portrete-robot cu text cu tot, Editura LiterNet, 2009 (plachetă electronică)
- Nu știu alții cum sunt..., poeme batrânești, Colecția Cartier Rotonda, Editura Cartier, 2009
- 69. Ion Barbu-Șerban Foarță, Editura ART, 2011
- Hexachordos: Psalmii. Ecleziastul. Cantarea Cantarilor. Iov. Psalmii lui Solomon. Odele, pre stihuri retocmite; Ed. Brumar, MMXI 2011
- Inverosimilele aventuri adevărate ale locatarului din Loch Ness și rolul său în scufundarea în urmă cu fix un secol a vasului Titanic, Editura LiterNet, 2012 (plachetă electronică)
- Caiet cuMinte pentru Minte; versuri : Șeban Foarță; Jocuri matematice: Adriana Poputa; Ilustratii: Andrei Rosetti; Ed. Brumar, 2012
- Fotballetto, EdituraCritic, 2012
- ABC D’AIR, Ed. Vinea, 2012
- Abecedaur, Ed. Brumar, Timișoara, 2014 - cu Tudor Banuș
- L'envers est en vers, l'endroit est a droit, Editura Integral, 2016 - cu Tudor Banuș

## Volume de proză
- Prozarium, Editura Vinea, București, 2006
- Un mire fără căpătâi, Editura Polirom, Iași, 2007 (colaborare cu Ion Barbu; rimoroman)
- Roșul ușor e rozul iluzor, Editura Humanitas, București, 2008 (palindroman)
- Gazela de perete, Editura Vinea, București, 2009

## Eseistică
- Eseu asupra poeziei lui Ion Barbu, Editura Facla, Timișoara, 1980
- Afinități selective, Editura Cartea Românească, București, 1980
- Afinități efective, Editura Cartea Românească, București, 1990
- Retorică și comunicare: dublul regim (diurn / nocturn) al presei, Universitatea de Vest, Timișoara, 1996
- Dublul regim (diurn/nocturn) al presei, Editura Amarcord, Timișoara, 1997
- Prolegomene la o Retorică publicitară, Tipografia Universității de Vest, Timișoara, 1998 (curs universitar)
- Honorificabilitudinitatibus, Editura Brumar, Timișoara, 2004

## Dialoguri
- Cozerii în lila, Editura Eis Art, Iași, 2008 (dialoguri cu Iolanda Malamen)
- Narațiunea de a fi. Robert Șerban în dialog cu Șerban Foarță, Editura Humanitas, București, 2013

## Volume colective
- Cartea cu bunici, coord. de Marius Chivu -  Gabriela Adameșteanu, Radu Afrim, Iulia Alexa, Adriana Babeți, Anamaria Beligan, Adriana Bittel, Ana Blandiana, T. O. Bobe, Lidia Bodea, Emil Brumaru, Alin Buzărin, Alexandru Călinescu, Matei Călinescu, Daniela Chirion, Livius Ciocârlie, Adrian Cioroianu, Alexandru Cizek, Andrei Codrescu, Denisa Comănescu, Radu Cosașu, Dana Deac, Florin Dumitrescu, B. Elvin, Cătălin Dorian Florescu, Filip Florian, Matei Florian, Șerban Foarță, Emilian Galaicu-Păun, Vasile Gârneț, Cristian Geambașu, Dragoș Ghițulete, Cristian Ghinea, Bogdan Ghiu, Stela Giurgeanu, Adela Greceanu, Bogdan Iancu, Nora Iuga, Doina Jela, Alexandra Jivan, Ioan Lăcustă, Florin Lăzărescu, Dan Lungu, Cosmin Manolache, Anca Manolescu, Angela Marinescu, Virgil Mihaiu, Mircea Mihăieș, Călin-Andrei Mihăilescu, Dan C. Mihăilescu, Vintilă Mihăilescu, Ruxandra Mihăilă, Lucian Mîndruță, Adriana Mocca, Cristina Modreanu, Ioan T. Morar, Ioana Morpurgo, Radu Naum, Ioana Nicolaie, Tudor Octavian, Andrei Oișteanu, Radu Paraschivescu, Horia-Roman Patapievici, Dora Pavel, Irina Petraș, Cipriana Petre, Răzvan Petrescu, Marta Petreu, Andrei Pleșu, Ioan Es. Pop, Adina Popescu, Simona Popescu, Radu Pavel Gheo, Tania Radu, Antoaneta Ralian, Ana Maria Sandu, Mircea-Horia Simionescu, Sorin Stoica, Alex Leo Șerban, Robert Șerban, Tia Șerbănescu, Cătălin Ștefănescu, Pavel Șușară, Iulian Tănase, Antoaneta Tănăsescu, Cristian Teodorescu, Lucian Dan Teodorovici, Călin Torsan, Traian Ungureanu, Constanța Vintilă-Ghițulescu, Ciprian Voicilă, Sever Voinescu; Ed. Humanitas, 2007;
- Răcani, pifani și veterani. Cum ne-am petrecut armata, coord. de Radu Paraschivescu - Radu Paraschivescu, Radu Naum, Adrian Georgescu, Cristian Tudor Popescu, Radu Cosașu, Traian Ungureanu, Șerban Foarță, Călin-Andrei Mihăilescu, Dan C. Mihăilescu, Cătălin Ștefănescu, Tudor Octavian;  Ed. Humanitas, 2008;
- Primii mei blugi, coord. de Corina Bernic, Ed. Art, 2009;
- Prima mea dezamăgire în dragoste, coord. de Laura Albulescu - Marius Chivu, Silviu Dancu, Raluca Dincă, Șerban Foarță, Bogdan Ghiu, Adela Greceanu, Mugur Grosu, Augustin Ioan, Luminița Marcu, Mitoș Micleușanu, Ada Milea, Matei Pleșu, Antoaneta Ralian, Johnny Răducanu, Cecilia Ștefănescu, Iulian Tănase, Stelian Țurlea, Constantin Vică; Ed. Art, 2009;
- Prima mea beție, coord. de Gabriel H. Decuble - Constantin Acosmei, Silviu Dancu, Gabriel H. Decuble, Șerban Foarță, Bogdan Ghiu, Mugur Grosu, Florin Iaru, Augustin Ioan, V. Leac, Mitoș Micleușanu, Matei Pleșu, Johnny Răducanu, Robert Șerban, Iulian Tănase, Mihail Vakulovski, Radu Vancu, Constantin Vică, Daniel Vighi; Ed. Art, 2009;
- Prima mea călătorie în străinătate, coord. de Bogdan Iancu - Ana-Maria Caia, Marius Chivu, Ionuț Codreanu, Iulian Comănescu, Alina Constantinesu, Marius Cosmeanu, Ionuț Dulămiță, Florin Dumitrescu, Vasile Ernu, Șerban Foarță,  Adela Greceanu, Bogdan Iancu, Vera Ion, Eugen Istodor, Dan Lungu, Cosmin Manolache, Vintilă Mihăilescu, Viorel Moțoc, Victoria Pătrașcu, Matei Pleșu,  Cosmin Popan, Iaromira Popovici, Antoaneta Ralian, Dan Sociu, Ionuț Sociu, Bogdan Alexandru Stănescu, Jean-Lorin Sterian, Robert Șerban, Luiza Vasiliu, Nadine Vlădescu; Ed. Art, 2010;
- Prima mea carte, coord. de Raluca Dincă - Livius Ciocârlie, Raluca Dincă, Șerban Foarță, Mihnea Gafița, Daria Ghiu, Adela Greceanu, Mugur Grosu, Mihai Iovănel, Luminița Marcu, Andra Matzal, Lucian Mîndruță, Matei Pleșu, Antoaneta Ralian, Ana Maria Sandu, Ionuț Sociu, Simona Sora, Bogdan-Alexandru Stănescu, Iulian Tănase, Mihail Vakulovski, Constantin Vică;  Ed. Art, 2011;
- Prima dată, coord. de Laura Albulescu și Andra Matzal - Laura Albulescu, Ion Barbu, Mihai Barbu, Lavinia Braniște, Philip Ó Ceallaigh, Marius Chivu, Bogdan Coșa, Andrei Crăciun, Silviu Dancu, Gabriel H. Decuble, Raluca Dincă, Florin Dumitrescu, M. Duțescu, Șerban Foarță, Miron Ghiu, Adela Greceanu, Mugur Grosu, Bogdan Iancu, Florin Iaru, Vera Ion, Cristi Luca, Cosmin Manolache, Matei Martin, Andra Matzal, Marin Mălaicu-Hondrari, Dmitri Miticov, Dan Pleșa, Matei Pleșu, Antoaneta Ralian, Ana Maria Sandu, Dan Sociu, Ionuț Sociu, Elena Stancu, Bogdan-Alexandru Stănescu, Robert Șerban, Cecilia Ștefănescu, Alex Tocilescu,Călin Torsan, Răzvan Țupa, Vlad Ursulean, Mihail Vakulovski, Radu Vancu, Luiza Vasiliu, Constantin Vică, Elena Vlădăreanu; Ed. Art, 2013;
- Prietenii noștri imaginari, coord. de Nadine Vlădescu - Ana Dragu, Dan C. Mihăilescu, Iulian Tănase, Ioana Bot, Șerban Foarță, Robert Șerban, Elena Vlădăreanu, Emil Brumaru, Marin Mălaicu-Hondrari, Antoaneta Ralian, Nadine Vlădescu, Florin Bican, Monica Pillat; Ed. Humanitas, 2015;

## Traduceri, tălmăciri și antologii
- Paul Valéry, Degas Dans Desen, Ed. Meridiane, București, 1968
- Paul Valéry, Introducere în metoda lui Leonardo da Vinci (adnotată de trad.), Ed. Meridiane, București, 1969 (ediția a II-a, revăzută și adăugită, Ed. Paralela 45, 2002)
- Francis Carco, Prietenul pictorilor, Ed. Meridiane, București, 1970
- Stéphane Mallarmé, Album de versuri (cu glose și iconografie), Ed. Univers, București, 1988 (ediția a II-a, revăzută și adăugită, Ed. Institutul European, Iași, 2002)
- Edward Lear & Comp., Limericks (adnotată de trad.), Editura de Vest, Timișoara, 1992
- Serge Gainsbourg, Evghenii Sokolov: povestire parabolică (adnotată de trad.), EST, București, 1996
- Salvador Dali, Încornorații vârstnicei picturi moderne (adnotată de trad.), EST, București, 1997/2001
- Paul Verlaine, Invective, Caietele Teatrului Național, Timișoara, 1998
- Guillaume Apollinaire, Cântecul celui neiubit (adnotată de trad.), Ed. Brumar, Timișoara, 2000
- Victor Hugo, Balade (cu adnotările traducătorului), Ed. Pandora, Târgoviște, 2002 (ediția a II-a, revăzută și adăugită, sub titlul de Balade și alte poezii, Ed. Institutului Cultural Român, București, 2006)
- Anavi Ádám, Versuri (în colaborare cu Ildikó Gábos), Ed. Universității de Vest, Timișoara, 2002
- Clepsidra cu zăpadă, Editura Polirom, Iași, 2003 (antologie conceptuală din lirica românească și universală)
- Blazoanele anatomiei feminine. Poeți francezi ai Renașterii, în traducerea lui Șerban Foarță, Ed. Humanitas, București, 2004
- Hans Bellmer, Mică anatomie a imaginii (adnotată de trad.), Ed. EST, București, 2005
- Böszörményi Zoltán, O sumă de sonete (în colaborare cu Ildikó Gábos), Ed. Brumar, Timișoara, 2006
- Leonard Cohen, Cartea aleanului (în colaborare cu Cristina Chevereșan), Ed. Polirom, Iași, 2006
- Douăzeci și opt de Psalmi în transpunerea lui Ș. F. (cu, fiecare-n parte, câte-o imagine de François Pamfil), Editura Eis Art, Iași, 2007 (ediție bibliofilă)
- Joachim Ringelnatz, Bilete în bilimbabi (în colaborare cu Ildikó Gábos), Ed. Curtea Veche, Colecția LUDEX, 2007
- Cartea psalmilor, Editura Brumar, Timișoara, 2007
- Philippe Lechermeier, Prințese date uitării sau necunoscute/Princesses oubliées ou inconnues, Ed. Vellant, București, 2007
- Philippe Lechermeier, Semințe de cabane/Graines de cabanes, Ed. Vellant, București, 2008
- Pierre Bayard, Cum se ameliorează operele ratate?/Comment améliorer les œvres ratées; traducerea prozei - Nicolae Bârna; traducerea versurilor, Ș. F. – Ed. Art, București, 2008
- Philippe de Beaumanoir, Watriquet Brassennel de Couvin, Jean Molinet, Guillaume Flamant, Pascal Kaeser, 33 de fatrazii/33 Fatrasies, Ed. Art, Colecția Dulapul îndrăgostit, București, 2008
- Mic tratat de pisicologie, Editura Humanitas, București, 2008 (antologie conceptuală din lirica românească și universală)
- Ecclesiastul/Cântarea cântărilor, Editura ART, București, 2008
- Pierre-Thomas-Nicolas Hurtaut, Ars flatulatoria sau Meșteșugul bunei pârțâieli/L’Art de péter, Editura ART, București, 2008
- Cartea lui Iov, Editura Brumar, Timișoara, 2009
- Georges Perec, Dipariția, un roman fără e-uri, Editura ART, colecția biblioteca ideală, 2010
- Psalmii lui Solomon și odele din biserica grea, Galaxia Gutenberg, Târgu-Lăpuș, 2010 (prefață de Cristian Bădiliță)
- Rainer Maria Rilke, Cartea sărăciei și a morții; în transpunerea lui Șerban Foarță; Timișoara; Brumar, MMXII [2012]
- Sonete XXX, traduceri din poeți francezi, cu o serie de ilustrații de Tudor Banuș, Ed. Eis Art, Iași, 2013
- Raymond Queneau, O sută de mii de miliarde de poeme/Cent mille milliards de Poèmes, Ed. ART, București, 2013
- Rainer Maria Rilke, Cornul abundenței: poeme germane și poeme franceze; în transpunerea lui Șerban Foarță; Editura Humanitas, București, 2013
- Pierre Louÿs, Femeia (1889-1891), în transpunerea lui Șerban Foarță (versuri), Editura Adenium, 2014
- Giorgio Baffo, Erosonete, în transpunerea lui Șerban Foarță (versuri), Editura Adenium, 2014
- Stéphane Mallarmé, Versuri de circumstanță; în transpunerea lui Șerban Foarță; Tracus Arte, București, 2014
- Un ev enorm si delicat, traduceri și glose de Șerban Foarță; Editura Universității de Vest , 2016

## Lucrări dramatice (reprezentații/publicări)
- Ivan Turbincă (dramatizare după Ion Creangă, Teatrul de Păpuși, Timișoara, stagiunea 1982-1983 și Teatrul Național Timișoara, stagiunea 2000-2001)
- Cucul și Pasărea din ceas (Teatrul de Păpuși, Timișoara, stagiunea 1987-1988)
- Povestea soldatului (traducere și adaptare a libretului operei lui Igor Strawinsky, semnat Charles Ferdinand Ramuz, – Teatrul de Operă din Timișoara, stagiunea 2006-2007)
- Cucul din ceas și pasărea albastră, Colecția LUDEX, Editura Curtea Veche, 2007
- Miro: Aceasta este culoarea visurilor mele, 2009 (textul aparține lui Foarță, regia aparține lui Horațiu Mihaiu)

## Publicistică
- Ziarul „Cocoloșul” (număr unic, 15 mai 2001)

## Rubrici permanente
- Orizont
- Focus Vest
- Jurnalul literar
- Columna
- Dilema/Dilema veche (rubrică permanentă din februarie 2004)
- Suplimentul de cultură (rubrică permanentă din noiembrie 2005)
- Argeș
- Radio Analog FM.

## Colaborări
- Viața Românească (rubrică permanentă între 1981 și 1985)
- România Literară
- Steaua
- Observator cultural
- Contrapunct
- 22
- Echinox
- Dialog
- Cultura
- Ateneu
- Columna
- Arhipelag
- Timpul
- Cafeneaua literară
- Doi
- Prăvălia literară (publicație online)
- Familia
- Tribuna
- Dilemateca

## Prefețe/Postfețe (selectiv)
În număr de cca. 20, începând cu cea la Anton Pann, Povestea vorbii, EL (BPT), București, 1967, și terminând, deocamdată, cu aceea la Marcel Avramescu, Comedia infra-umană, Ed. Brumar, Timișoara, 2004, cea mai recentă prefață, la volumul de versuri "Albe&reci", Djamal Mahmoud, Ed.Vinea, București, 2010.

## Plastică
- Două albume comentate: Orăvitzan, Timișoara, 1988
- Sculptura fructiferă, Timișoara, 1990
- Carte poștală-reproducere după tabloul „O cântare a treptelor” — Timișoara, 17 decembrie 1989, în 1999
- Cromografii, expoziție personală, vernisată de Pavel Șușară, la Muzeul Banatului – Secția de Artă, Timișoara, mai 2001
- Cromografii 2, expoziție personală, vernisată de Pavel Șușară, la Galeriile de Artă din Satu Mare, sept. 2003
- (Gh)ipso f(r)acto, instalație (în colaborare cu Ștefan Călărășanu), la Facultatea de Medicină Timișoara, sept. 2005
- Cartografii secrete, expoziție personală, la Galeria „a2” din Timișoara, iulie 2006)
- Cronici plastice, vernisări de expoziții (cca 40); design grafic la câteva volume proprii (Holorime, Caragialeta, Erau ziare, evenimente, Spectacol cu Dimov, Prozarium, Istoriile unui matroz întors de pe Planeta Roz)
- Ilustrațiile la placheta lui Cristian Bădiliță, Duminica lui Arcimboldo, Editura Brumar, Timișoara, 2004
- Ilustrațiile (15 scanografii) la volumul lui Emil Brumaru, Infernala comedie, Editura Brumar, Timișoara, 2005

## Prezențe în volume colective (selectiv)
I. Studii critice:
- „Arhanghelii” și liturghia bogăției, în Ceasuri de seară cu Ion Agârbiceanu.
- Mărturii/Comentarii/Arhive. O carte gândită și alcătuită de Mircea Zaciu, Ed. Dacia, Cluj-Napoca, 1982, pp. 230–234
- Dialectica unor tropi critici, în Liviu Rebreanu după un veac. Evocări/Comentarii/Perspective străine. O carte gândită și alcătuită de Mircea Zaciu, Ed. Dacia, Cluj-Napoca, 1985, pp. 319–322
- Retorică publicitară: etica și poetica reclamei, în Relațiile publice: coduri, practici, interferențe, Ed. Mirton, Timișoara, 2004, pp. 73–83
- Urâta urmă a uneltelor de scris, în Cum era? Cam așa... Amintiri din anii comunismului (românesc), Coordonator: Călin-Andrei Mihăilescu, Ed. Curtea Veche, București, 2006, pp. 176–18o

II. Poeme antologate:
- George Alboiu, Antologia poeților tineri, Ed. Cartea românească, București, 1982, pp. 303–307
- 100 Years of Romanian Poetry, translated by Ioan Deligiorgis, Ed. Junimea, Iași, 1982, pp. 376–377
- Bernard Noël, Qu’est ce que la poésie?, Ed. Jean-Michel Place, Paris, 1995, pp. 183–186
- Georges Astalos, Ethique et Esthétique. Anthologie de poésie roumaine contemporaine, Maison de la Poésie, Nord/Pas-de-Calais, 1966, pp. 138–151
- Lucian Alexiu, Casa faunului, Ed. Hestia, Timișoara, 1996, pp. 14–26
- Laurențiu Ulici, O mie și una de poezii românești, vol. VIII, Ed. DU Style, București, 1997, pp. 24–43
- Marin Mincu, Poezia română actuală, vol. II, Ed. Pontica, Constanța, 1998, pp. 707–721
- Florin Șindrilaru, Antologia poeziei românești culte, Ed. Teora, București, 1998, 901-906
- Monica Spiridon, Ion Bogdan Lefter, Gheorghe Crăciun, Experimentul literar românesc postbelic, Ed. Paralela 45, Pitești, 1998, pp. 26–27 și 138-140
- Georges Astalos, Spectre lyrique. Anthologie de Poésie roumaine contemporaine, Ed. Tritonic, Bucarest, 2002, pp. 228–237
- Petru Romoșan, Cele mai frumoase 100 de poezii ale limbii române, Ed. Compania, București, 2001, pp. 166–167
- Ioana Pârvulescu, Eternul feminin, cartea-borcan, Ed. Humanitas, București, 2003
- Ilie Constantin, Răscruce/Carrefour, vol. III, Colecția Ipotești, 2005
- De ce te iubesc. Paradoxurile iubirii în poezia lumii, Antologie de Ioana Pârvulescu, Ed. Humanitas, București, 2006

III. Traduceri:
- Tălmăciri din Stéphane Mallarmé, Charles Cros, Tristan Corbière, Germain Nouveau, Jules Laforgue, Paul Claudel, Georges Rodenbach & Max Elskamp, în Simbolismul european, vol. I, Studiu introductiv, antologie, comentarii, note și bibliografie de Zina Molcuț, Ed. Albatros, București, 1983

IV. Texte în alte limbi:
Franceză: 
- în Poésie 2003, revue trimestrielle de la poésie d’aujourd’hui, Théâtre Molière/Maison de la Poésie, Paris, septembre 2003, pp. 57–59
- Le Blanc & le Noir ou La Craie & le Crayon, în Le Blanc en Littérature, EST, Samuel Tastet éditeur, București, 2006, pp. 119–123

Germană:
- Schlimmericks, în Orte, Schweizer Literaturzeitschrift, Nr. 143, Dezember 2005/Januar 2006, Zürich, p. 22

V. Artă plastică:
- Der Kubus und der Becher, în Petru Jecza/Bronzen, Timișoara, 1987, pp. 8–9
- Paul Barba-Negra, Marcel Tolcea, Oravitzan, Ed. Brumar, Timișoara, 1999, passim
- Carte cu Ion Dumitriu. O viață de pictor, Texte și imagini alese și puse laolaltă de Adrian Guță și Ion Bogdan Lefter, Ed. Paralela 45, Pitești, 1999, pp. 201–203

V. Manuale școlare, în care e prezent:
- Manual pentru limba și literatura română pentru clasa a IX-a, Ed. Humanitas, București, 1999
- Manual pentru limba și literatura română pentru clasa a IX-a, Ed. Sigma, București, 1999
- Manual pentru limba și literatura română pentru clasa a XII-a, Ed. Humanitas Educațional, București, 2003

VI. Varia
- Lectura spațiului în poezia lui Paul Claudel și Șerban Foarță; Alexandra Catana; Editura Limes, 2011